# Al-Biruni

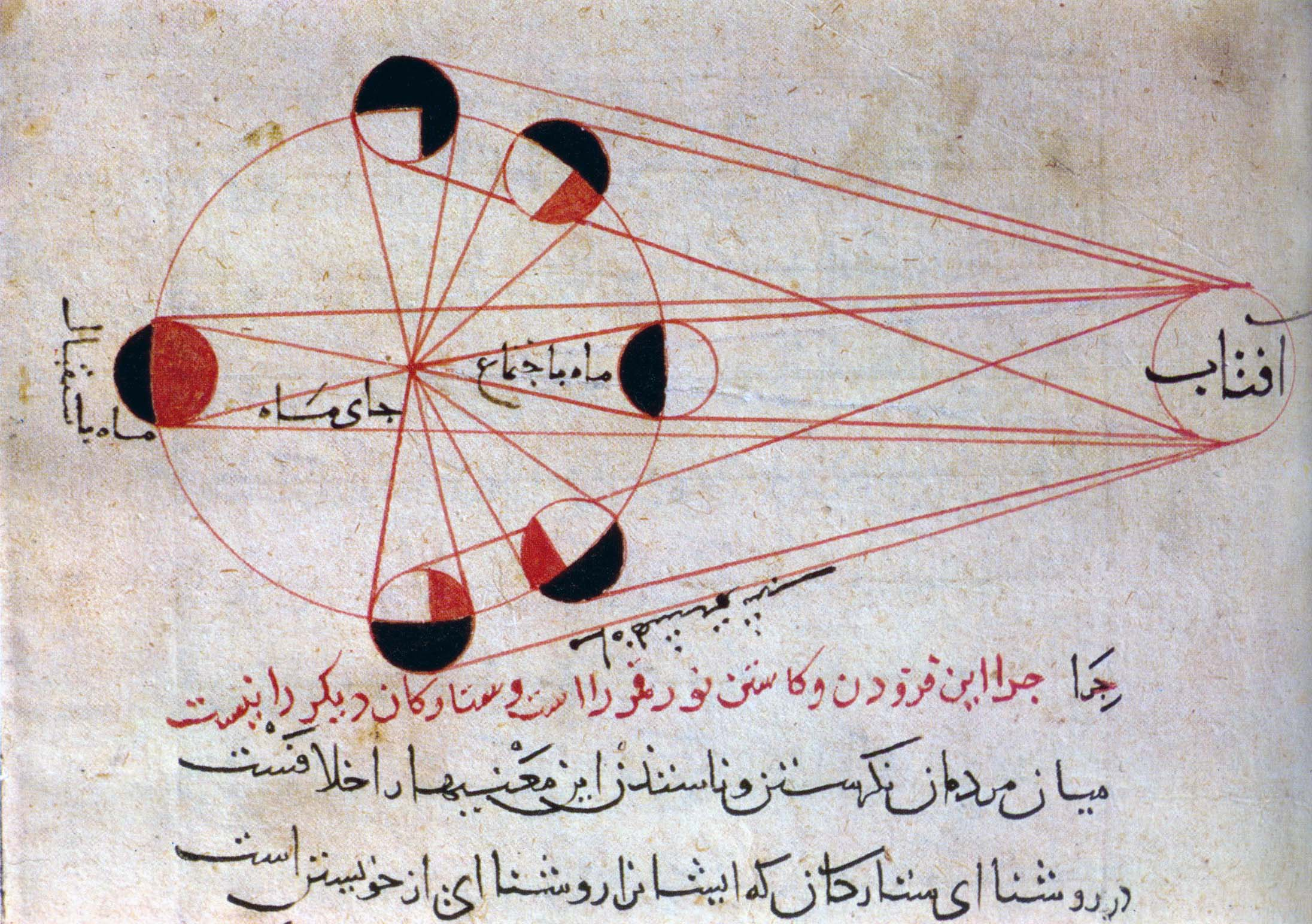
Wykonany przez Al-Biruniego schemat obrazujący fazy księżyca

Abu ar-Rajhan Muhammad ibn Ahmad al-Biruni (arab. ‏أبو الريحان محمد بن أحمد البيروني‎) (ur. 15 września 973 w Chorezmie, zm. 13 grudnia 1048 w Ghazni) – wszechstronny uczony pochodzenia chorezmijskiego, wychowany w kulturze arabskiej.

## Życiorys
Posiadał dużą wiedzę encyklopedyczną. Mówił po turecku, persku, hebrajsku, syryjsku, nie licząc języka arabskiego, w którym pisał. Rozwijał swe talenty w różnych dziedzinach wiedzy, celując szczególnie w astronomii, matematyce, chronologii, fizyce, medycynie i historii. Korespondował z wielkim filozofem Ibn Siną (Awicenną). Krótko po 1017 wyjechał do Indii i podjął wszechstronne studia nad tamtejszą kulturą.
W pracach z dziedziny astronomii rozważał teorię obrotu Ziemi wokół swej osi oraz wykonał dokładne badania długości i szerokości geograficznej. W zakresie fizyki wyjaśnił za pomocą praw hydrostatyki funkcjonowanie naturalnych źródeł wody i określił z zastanawiającą dokładnością masę właściwą 18 rodzajów drogocennych kamieni i metali.
W związku z ówczesną sytuacją polityczną (ataki Ghaznawidów na Indie) spędził w Indiach wiele lat, dzięki doskonałej znajomości sanskrytu studiując tamtejszą filozofię i religię. W toku tych badań, popartych znajomością innych wielkich kultur, wyrobił sobie własne poglądy, będące poniekąd antycypacją scholastyki, a nawet ewolucjonizmu. Jako historyk szczegółowo omówił okres późnych Sasanidów z uwzględnieniem wystąpienia Mazdaka. Zajmował się także geologią i mineralogią, badając przede wszystkim kamienie szlachetne, bardzo dokładnie jak na owe czasy określając ich twardość i ciężar właściwy, przedstawił także próbę wyjaśnienia istnienia przezroczystych kamieni szlachetnych jako efektu twardnienia płynów. Bardzo krytycznie ustosunkował się do poglądów o leczniczym wpływie kamieni i minerałów. Pozostawił także prace z dziedziny matematyki, farmakologii, astronomii i astrologii.
Z pism Al-Biruniego wynika, że był on bliski zwłaszcza ewolucjonizmowi. Utrzymywał bowiem, że człowiek jako istota myśląca powstał w wyniku długotrwałego procesu rozwojowego. Dostrzegał również walkę międzygatunkową – zwycięską dla form najlepiej przystosowanych do danych warunków. Dążył do oddzielenia nauki od religii twierdząc, że przyroda istnieje niezależnie od Boga (którego uznawał jedynie za praprzyczynę).

## Upamiętnienie
Jego imieniem nazwano planetoidę (9936) Al-Biruni oraz krater Al-Biruni na Księżycu.

## Wybrane prace
- 1048: Zbiór wiadomości o drogich kamieniach.